# 松本日産自動車
松本日産自動車株式会社（まつもとにっさんじどうしゃ）は、長野県松本市に本社を置く日産自動車の販売会社。

## 事業内容
- 自動車の販売・修理
- 損害保険代理店
- 生命保険代理店

## 沿革
- 1954年（昭和29年）8月3日 - 松本日産自動車設立。
- 1959年（昭和34年） - 松本市西五町に本社屋落成。
- 1976年（昭和51年） - 松本市高宮北に現在の本社屋落成。
- 1984年（昭和59年）- 旧本社屋（西五町）に「株式会社ピレネ」を創設。
- 1990年（平成2年）- 本社ショールーム、高宮新工場、豊科営業所落成、駒ヶ根営業所開設。
- 1995年（平成7年）- 「株式会社カーメイク」を設立。
- 2021年（令和3年）2月15日 - 山梨県の甲斐日産自動車と経営統合した。両社で持株会社・MNホールディングス株式会社を設立し、同社の傘下に入った。

## 長野県内の他日産車販売店
- 長野日産自動車
- 日産プリンス長野販売
- 日産プリンス松本販売

## 事業所
- 本社 - 松本市深志2丁目1番17号
- 本社機構 - 松本市高宮北3番6号
- 大町店 - 大町市大字平字借馬8871
- あずみ野店 - 安曇野市穂高北穂高2771
- 豊科店 - 安曇野市豊科5437-5
- みすゞ店 - 松本市桐3-2-45
- 松本店 - 松本市高宮北3番6号
- 松本カーランド - 松本市高宮中2-8
- 塩尻店 - 塩尻市大字広丘堅石桔梗ヶ原2145-430
- 木曽店 - 木曽郡木曽町福島2805
- 日産ギャラリー岡谷 - 岡谷市加茂町1-2-7
- 諏訪店 - 諏訪市大字四賀赤沼1517-1
- 諏訪カーランド - 茅野市中沖2172
- 茅野店 - 茅野市塚原2-13-12
- 伊那店 - 伊那市御園115-1
- 駒ヶ根店 - 駒ヶ根市赤穂1345
- 飯田店 - 飯田市上郷飯沼1583-1
- 飯田大門店 - 飯田市大門町27-1